# 橋本一巴
橋本 一巴(はしもと いっぱ、生年不詳 - 永禄元年7月12日〈1558年8月25日〉)は、戦国時代の武将・砲術家。織田信長の火縄銃の師匠であった。名は一把とも。また道求の名でも伝わる。官職名として伊賀守を称した。

## 人物
尾張国中島郡片原一色城の城主の家系であったという。
『信長公記』によると、信長は16、7、8歳のころ、弓を市川大介、鉄砲を橋本一巴、兵法を平田三位に付いて稽古した。この情報は、尾張の味鏡村の天永寺に住む天台宗の僧・天沢が甲斐を訪れた際、彼を通じて武田信玄にも伝えられている。
同時代の史料ではないが、寛永10年（1633年）に記された『国友鉄炮記』によれば、一巴は天文18年（1549年）に鉄砲撃ちとして世上に名高いことが信長の耳に達して召抱えられ、同年7月18日に、信長の命で国友村の鉄砲鍛冶・国友善兵衛らに六匁玉鉄砲500挺を注文したという。
永禄元年（1558年）の浮野の戦いでは、一巴は弓の達人・林弥七郎と二つ玉を用いて鉄砲対弓矢の戦いを演じた。その戦闘で弥七郎に銃撃を与えるが自らも脇に深く矢を射られ相打ちする形で戦死した。あるいは戦死しなかったが重傷を負ったともとれるが、いずれにせよ、以降は史料に姿をみせなくなる。

## 家系
橋本氏に伝わる「橘氏楠木嫡流系図」（以下「楠木系図」）によると橋本氏は南北朝時代の武将・楠木氏に連なり、楠木正成・正行の子孫とも、正成の甥・橋本刑部の子孫ともされる。尾張国の土豪であったらしく、僧体の橋本氏の名が一次史料に見られるほか、『信長公記』でも一巴以外の橋本氏の名が散見できる。
一巴は「楠木系図」によると別名を道求といい、父の名は橋本俊信、子は織田氏・加藤氏に仕えた橋本道一である。ただし「橋本系図正本」では橋本伊賀守（道一）は生津正常の子ともしている。正常は織田信長の家臣で、丹羽郡楽田城を築城した人物であるという。
その他系図資料では、妹の僊子が平手政秀の妻であったという。また娘が加藤氏（清正または忠広）に嫁いだともするが、加藤氏側の資料などからは見られない。他に子として伝わるのは、橋本大膳、橋本伊兵衛の名がある。

## 備考
- 山本兼一は一巴を主人公とした小説『雷神の筒』[8]を著し、多くの戦いでの活躍や信長との対立を描いている。
- 稲沢市の昔話「鉄砲の名人と弓の達人」内の伝承では、橋本一巴は一把、林弥七郎は弥三郎の名で登場し、先に大矢を当てられるも、一把が痛みをこらえたまま撃ち、弥三郎を即死させたが、結果として相討ち死したと伝えている[9]。